# Dromedopycnon arthritis
Dromedopycnon arthritis är en havsspindelart som beskrevs av Bamber 2004. Dromedopycnon arthritis ingår i släktet Dromedopycnon och familjen Ammotheidae. Inga underarter finns listade i Catalogue of Life.